# دبیرخانه بخش واوونیای جنوبی
واوونیا دیویسینل سکرتریت جنوبی (به لاتین: Vavuniya South Divisional Secretariat) یک منطقهٔ مسکونی در سری‌لانکا است که در منطقهٔ واوونیا واقع شده‌است.